# Vendel-hegyi 1. sz. barlang
A Vendel-hegyi 1. sz. barlang a Duna–Ipoly Nemzeti Parkban lévő Pilis hegységben található egyik barlang. Régészeti leletek kerültek elő belőle.

## Leírás
A Vendel-hegyi 1. sz. barlang Pilisborosjenőn, a Vendel-hegyen helyezkedik el.
Előfordul irodalmában Stromfeld Aurél-barlang néven is.

## Kutatástörténet
2012-ben Kovács Richárd és Szabó Zoltán mérték fel a Vendel-hegyi 1. sz. barlangot, majd a felmérés alapján Szabó Zoltán megszerkesztette a barlang alaprajz térképét. Az alaprajz térkép a Vendel-hegyi 1. sz. barlangot és a Vendel-hegyi 2. sz. barlangot együtt bemutató térképlapra lett rajzolva.
A 2019. évi Zsákfalvi Riporterben megjelent és Nevelős Zoltán által írt cikkben az olvasható, hogy Pilisborosjenő szerencsés helyzetben van, mert a környék sok kisebb-nagyobb barlangja közül Pilisborosjenőhöz legközelebb található a legizgalmasabb. Az alig egy km-re elhelyezkedő barlangot nyugodt tempóban haladva 11 perc alatt el lehet érni a játszótérről. Tudni kell azonban azt, hogy a járt útról hol kell letérni, mivel a Vendel-hegy túloldalán lévő bozóton át csak egy vadcsapásszerű ösvényen közelíthető meg. A kálvária mögött fekvő, lapos tetejű domb Solymárra tekintő oldalán van a barlang bejárata, amely körül szorgos munka folyik évek óta. Aki az utóbbi években kutyasétáltatás közben vagy gyerekekkel megnézte a helyet, ámulhatott azon, hogy a kitermelt törmelékből és sziklákból hogyan épülnek látványos teraszok a meredek hegyoldalon, és a föld alatti üregek bejáratai miként bővülnek.
A feltárást a barlang felfedezője, a geológus Szenthe István irányítja. Nevelős Zoltánék Szenthe Istvánnal tekintették meg a helyszínt 2019 őszének egyik hűvös, de napfényes délelőttjén, mert érdekelte őket, hogy az itt végzett munkának mi a célja, és ez Pilisborosjenő lakóinak miért lehet érdekes. Szenthe István a Nagy-Kevély környékének karsztjelenségeiről írta a szakdolgozatát. Ekkor, 1969-ben bizonyos nyomokból azt feltételezte, hogy itt valószínűleg üreg van a föld alatt. 1969-ben a barlang jelenlegi bejáratának a helyén, a sziklafal és az alatta lévő fekete talaj között csak egy kis hasadék volt. Ez több mint 40 éven keresztül így is maradt. Az íráshoz mellékelve lett 5 színes fénykép, amelyeken a barlang és környezete, valamint a barlangból előkerült leletek figyelhetők meg.